# Cheshire (Massachusetts)
Cheshire es un pueblo ubicado en el condado de Berkshire en el estado estadounidense de Massachusetts. En el Censo de 2010 tenía una población de 3.235 habitantes y una densidad poblacional de 45,39 personas por km².

## Geografía
Cheshire se encuentra ubicado en las coordenadas 42°33′54″N 73°8′57″O / 42.56500, -73.14917. Según la Oficina del Censo de los Estados Unidos, Cheshire tiene una superficie total de 71.26 km², de la cual 69.43 km² corresponden a tierra firme y (2.57%) 1.83 km² es agua.

## Demografía
Según el censo de 2010, había 3.235 personas residiendo en Cheshire. La densidad de población era de 45,39 hab./km². De los 3.235 habitantes, Cheshire estaba compuesto por el 97.9% blancos, el 0.46% eran afroamericanos, el 0.15% eran amerindios, el 0.37% eran asiáticos, el 0% eran isleños del Pacífico, el 0.22% eran de otras razas y el 0.9% pertenecían a dos o más razas. Del total de la población el 1.08% eran hispanos o latinos de cualquier raza.

## Historia
Cheshire se estableció por primera vez en 1766 y se incorporó oficialmente en 1793. 
La ciudad del valle fue fundada por los bautistas de Rhode Island, los primeros pobladores de la región que no pertenecían a la Iglesia Puritana establecida. Los primeros colonos eran en su mayoría descendientes de aquellos que habían seguido a Roger Williams a Rhode Island para practicar libremente. Uno de los líderes de la emigración fue el coronel Joab Stafford, quien construyó su casa en Stafford Hill y llevó a los hombres de Cheshire a la guerra durante la Revolución. Las tropas de Cheshire se distinguieron en la batalla de Bennington en 1777.
Cheshire se incorporó en 1793 y sus residentes fueron fuertemente partidistas en las batallas electorales de los primeros días del país. La elección de Adams-Jefferson de 1800 estuvo muy cerca, y Cheshire fue la única ciudad de Berkshire que favoreció a Jefferson. Cuando su candidato ganó las elecciones, la ciudad buscó la forma de mostrar su apoyo y rendir homenaje a su nuevo presidente. Debido a que Cheshire, como su homónimo, se especializaba en la producción de productos lácteos y quesos, decidieron enviar un regalo al presidente de un queso Cheshire, que era cuajado por todos los agricultores de la ciudad. El queso resultante tenía 4 pies (1,2 m) de diámetro, 18 pulgadas (460 mm) de espesor y pesaba 1,235 libras (560 kg). Fue trasladado en un trineo tirado por seis caballos cuando lo enviaron a Washington D. C. por agua, donde obtuvo una carta personal de agradecimiento del presidente Jefferson. Uno de los dos monumentos de Cheshire conmemora el queso; el otro conmemora a los fundadores de la ciudad. El Monumento a los Pioneros se encuentra en Stafford Hill y es una réplica de piedra del molino nórdico de Benedict Arnold en Newport, Rhode Island. La vista desde el monumento es posiblemente una de las más hermosas de las Berkshires.
La ciudad tuvo las primeras forjas y aserraderos, molinos y curtidurías, y en 1812, se abrió la Cheshire Crown Glass Company, al igual que una operación de martillo. La ciudad también se jactaba de tener la primera fábrica en el oeste de Massachusetts para fabricar maquinaria para la fabricación de algodón.
Cheshire Glass Making Company: estaba en funcionamiento al menos en junio de 1900. Los únicos registros que lo demuestran son las acciones de la empresa en una oferta de capital social por un monto de $ 50,000.00. R V Wood era el tesorero de la empresa y firmante de las acciones que se vendieron el 16 de junio de 1900 (Wood era muy conocido y respetado en la ciudad).
En un momento de la historia de Cheshire, Thomas J. Curtin era dueño y operaba los hornos de cal ubicados en la sección Farnams de Cheshire. Su hijo, Thomas J. Curtin, Jr., era propietario y operaba una cantera y un molino de arena de sílice ubicados en el lado este del lago Hoosac (anteriormente conocido como el embalse de Cheshire). (Thomas, Jr., fue muy activo en los asuntos de la ciudad y se desempeñó durante muchos años como selector, moderador y contador de la ciudad).
La reputación de la ciudad por su diversidad religiosa continuó, y en 1885 había solo 1.537 personas en Cheshire, pero había cuatro iglesias diferentes.
La ciudad rural ha adquirido connotaciones recreativas y residenciales en los tiempos modernos, con 225 acres (91 ha) de pistas abiertas y senderos boscosos para esquiadores en Farnhams. En la década de 1940, hubo una carrera recta de 0,75 millas (1,2 km) en la zona de esquí de Cheshire. Además, ha habido una buena pesca en el brazo sur del río Hoosic, que se origina en el lago Hoosac en la ciudad.

## Transporte
La ruta 8 de Massachusetts es la ruta principal a través de la ciudad, que cruza de sur a norte. Alguna vez fue parte de la ruta interestatal 8 de Nueva Inglaterra, que iba desde North Adams hasta Bridgeport, Connecticut. La ruta 116 también atraviesa la esquina noreste de la ciudad, y varias secciones brindan vistas panorámicas del monte Greylock hacia el oeste.
La ciudad se encuentra a lo largo de una de las rutas de la línea de autobús de la Berkshire Regional Transit Authority. El servicio regional se puede encontrar tanto en North Adams como en Pittsfield, al igual que el servicio aéreo regional. El aeropuerto más cercano con servicio nacional es el Albany International Airport.
La ciudad fue servida anteriormente por Pittsfield and North Adams Railroad. La mayor parte de la línea se convirtió en Ashuwillticook Rail Trail / ˌæʃuːˈwɪltɪkʊk /, un camino pavimentado de acceso universal de 11 millas (18 km) de largo, 10 pies de ancho (3,0 m) que conecta los pueblos de Berkshire (Lanesborough, Cheshire y Adams). 
El sendero corre paralelo a la Ruta 8 y pasa por bosques, marismas,  junto a un lago, y un río, con colinas boscosas y el monte Greylock como telón de fondo. El sendero se ha convertido en un recurso popular para andar en bicicleta, caminar, patinar, trotar, etc. Pasa por el valle del río Hoosic, entre Mount Greylock y Hoosac Range. El embalse de Cheshire, el río Hoosic y las comunidades de humedales asociadas flanquean gran parte del sendero, ofreciendo vistas excepcionales y abundante vida silvestre.

## Educación
Cheshire se une a Adams para formar un distrito escolar regional. La escuela primaria de Cheshire está ubicada en Adams en Hoosac Valley Elementary (formalmente conocida como C.T. Plunkett). La escuela primaria Cheshire se cerró en 2017 como parte de los recortes presupuestarios en el distrito escolar. Ambas ciudades enviaron previamente a sus estudiantes de secundaria a Adams Memorial Middle School en Adams. Sin embargo, luego de una subvención del gobierno para renovar y mejorar enormemente las instalaciones educativas en la escuela secundaria del distrito, los grados de sexto a duodécimo se llevan a cabo en Hoosac Valley High School Archivado el 28 de julio de 2021 en Wayback Machine.. Las escuelas privadas, parroquiales, autónomas y vocacionales se pueden encontrar en Adams y North Adams.
El colegio comunitario más cercano es Berkshire’s Community College en Pittsfield, el colegio estatal más cercano es Massachusetts College of Liberal Arts en North Adams, y la universidad estatal más cercana es Westfield State University.